# Robert-Schumann-Haus

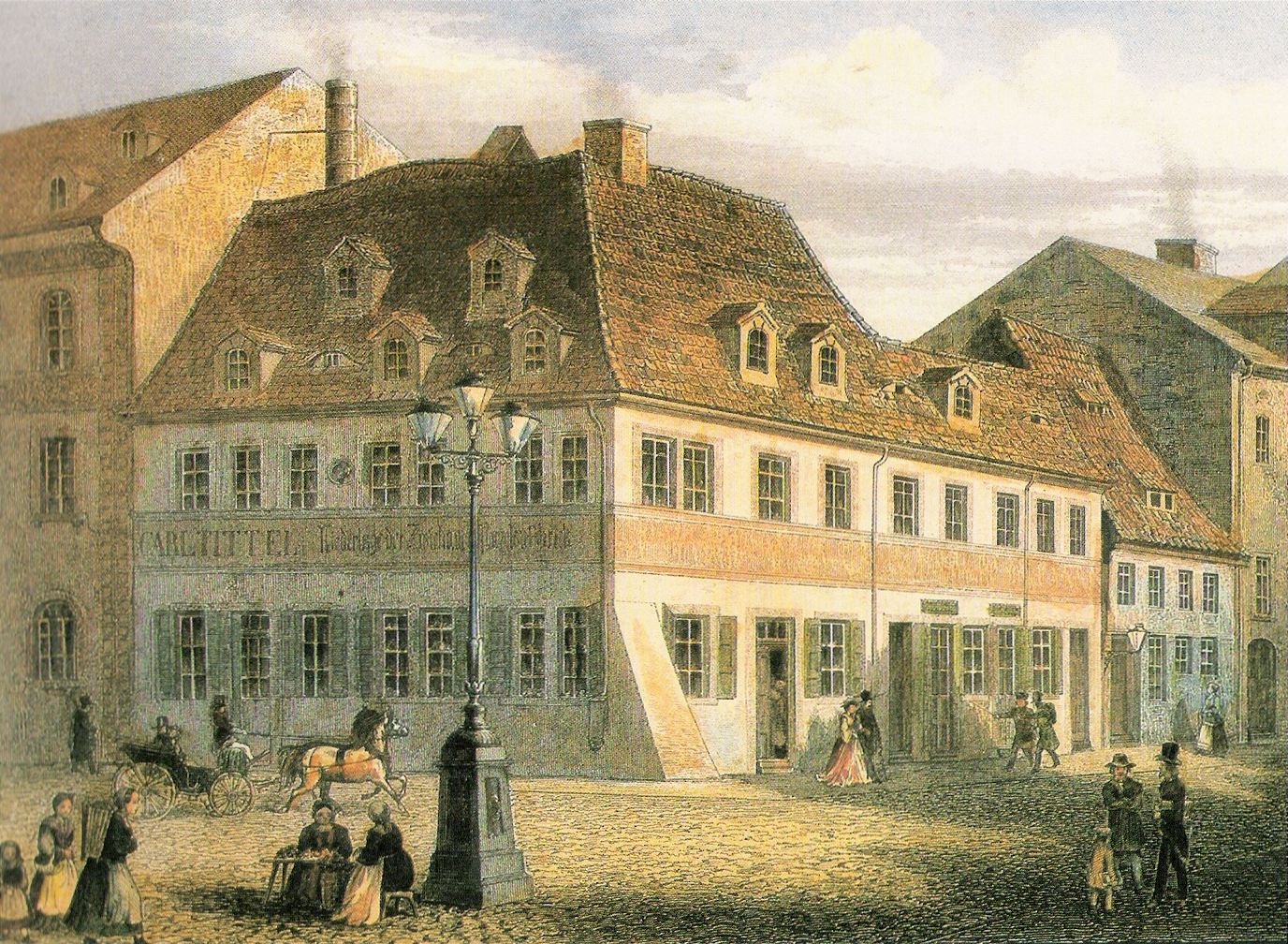
Historische Lithographie des Schumann-Hauses in Zwickau (Geburtshaus R. Schumanns 1810)

Das Robert-Schumann-Haus in Zwickau ist ein Museum in Sachsen und das rekonstruierte und erweiterte Geburtshaus des Komponisten und Musikers Robert Schumann.

## Geschichte

### Geschichte des Museums
Zum 100. Geburtstag Schumanns am 8. Juni 1910 gründete die Stadt Zwickau das Robert-Schumann-Museum. Eine Ausstellung stellte den zunächst bescheidenen Grundstock des Museums dar, das damals in der Ratsschulbibliothek Zwickau, ab 1914 dann im Gebäude des König-Albert-Museums angesiedelt war. Erster Direktor wurde 1910 Martin Kreisig (1856–1940), der innerhalb der fast dreißig Jahren im Dienste des Schumann-Museums eine große und vielfältige Sammlung anlegte. Seine intensive Korrespondenz mit den beiden Schumann-Töchtern Marie und Eugenie führten zum Ankauf zahlreicher Dokumente und Autographen der Eltern (Korrespondenz im Robert-Schumann-Haus). Nach der Pensionierung Kreisigs 1940 übernahm interimistisch Museumsdirektor Rudolf von Arps-Aubert auch die Leitung des Schumann-Museums, ehe nach Beendigung des Krieges mit der Ernennung des Studienrates Georg Eismann (1899–1968) das Robert-Schumann-Museum seinen zweiten eigenständigen Direktor erhielt.
Seinen intensiven, politisch nicht immer ganz einfachen Bemühungen ist es zu verdanken, dass das Geburtshaus Robert Schumanns am Hauptmarkt nach dem Hochwasser 1954 vollständig wiederaufgebaut und 1956 als Robert-Schumann-Haus mit Museum, Konzertsaal und Forschungsstelle übergeben werden konnte. Nach seinen Plänen wurden Haus und Museum gestaltet, die Ausstellung geht auch heute noch in Grundzügen (Modernisierung Anfang der 1990er Jahre) auf die Gestaltung Eismanns zurück. Im Februar 2011 wurde die behutsam erweiterte Ausstellung der Öffentlichkeit übergeben. 1963 wurde Eismann krankheitsbedingt pensioniert, seine Nachfolge trat kurzzeitig Gerhardt Blank an, dem bereits 1965 Martin Schoppe (1936–1998) als erster studierter Musikwissenschaftler folgte. Ihm folgte im Amt Gerd Nauhaus, heute Ehrenvorsitzender der Robert-Schumann-Gesellschaft Zwickau e. V. Seit 2005 leitet Thomas Synofzik die Geschicke des Robert-Schumann-Hauses.

### Geschichte des Hauses
Die Geschichte des Hauses, in dem Robert Schumann 1810 geboren wurde, geht zurück bis auf das Jahr 1450. Die Familie Robert Schumanns – seine Eltern Christiane und August Schumann mit ihren Kindern Eduard, Carl, Julius und Emilie – war 1808 aus Ronneburg in Thüringen nach Zwickau gezogen. August Schumann hatte sich bereits in Thüringen einen Namen als Schriftsteller, Buchhändler und Verleger machen können und gründete in Zwickau, zusammen mit seinem Bruder Friedrich, das schon bald etablierte und florierende Verlagshaus Gebrüder Schumann mit dem Verlagssitz am Westende des Hauptmarktes (heute: Hauptmarkt 5) in Zwickau. Bekannt wurde das Verlagshaus vor allem mit den Erinnerungsblättern für gebildete Leser und durch das 18-bändige Post-, Staats- und Zeitungslexikon von Sachsen. Zudem entstanden im Verlag Gebrüder Schumann volkstümliche Klassikerausgaben im Miniaturformat, die als erste Taschenbücher auf dem deutschen Markt gelten.
In diesem Haus, das nur angemietet war, wurde am 8. Juni 1810 Robert Schumann geboren. Sieben Jahre verbrachte er in diesem Hause, ehe sein Vater unweit des Geburtshauses ein eigenes Haus erwarb, das im Zweiten Weltkrieg zerstört wurde. Seit dem Jubiläumsjahr 2010 erinnern in den Boden eingelassene Plaketten an das Jugendhaus Robert Schumanns.

## Museum
In acht Ausstellungsräumen präsentiert das Museum in der weltweit größten Ausstellung Leben und Werk Robert und Clara (Wieck-)Schumanns.
Raum eins widmet sich der Zwickauer Zeit Schumanns: dem Verlagshaus des Vaters (hier sind unter anderem die oben erwähnten Klassikerausgaben im Taschenbuchformat zu sehen), Schumanns ersten literarischen Arbeiten und seiner Schulzeit.
In den Räumen zwei und drei werden die Leipziger (und Heidelberger) Studentenzeit beleuchtet. Neben der Entscheidung des Komponisten für seine Passion und gegen das Jurastudium, seine intensiven Studien am Klavier (mit daraus resultierender chronischer Erkrankung der rechten Hand), seinen Kompositionsstudien, die Gründung seiner Neuen Zeitschrift für Musik zusammen mit seinem Schwiegervater in spe Friedrich Wieck und einigen Davidsbündlern widmet sich vor allem Raum drei der beginnenden Liaison Robert Schumanns mit der neun Jahre jüngeren, zu diesem Zeitpunkt bereits europaweit gefeierte Pianistin Clara Wieck (1819–1897) und der Hochzeit der beiden Künstler am 12. September 1840 u. a. mit der Ausstellung von Robert Schumanns Hochzeitsgeschenk (Myrthen op. 25) und dem ersten und einzigen gemeinsamen Werk, Zwölf Gedichte aus Rückerts „Liebesfrühling“ op. 37 (bei Clara Schumann unter op. 12 geführt).
Raum vier stellt die ersten gemeinsamen Ehejahre in Leipzig vor: die Komposition von Symphonie, Kammermusiken und Oratorium, der Arbeit am neu gegründeten Konservatorium für Musik, der Freundschaft mit Felix Mendelssohn Bartholdy und abschließend für die Leipziger Zeit die mehrmonatige Reise der Familie Schumann nach Russland.
Auf der Russlandreise erkrankt sollte Robert Schumann zur Genesung eine Luftveränderung vornehmen und die Ärzte rieten zu einer zeitweiligen Übersiedlung nach Dresden (Raum fünf). Aus dem kurzen Aufenthalt wurde ein fast sechsjähriger Lebensabschnitt: die wachsende Reputation des Komponisten – des nach dem Tode Felix Mendelssohn Bartholdys 1847 und der Flucht Richard Wagners 1849 aus Deutschland wichtigsten deutschen Komponisten – spiegeln sich nicht nur in seinen Kompositionen, sondern auch in seiner Wahl zum Leiter der Dresdner Liedertafel wider. In diese Zeit fällt ebenso die Gründung des Dresdner Chorgesangvereins durch Robert Schumann (5. Januar 1848) wie die politisch unruhigen Zeiten der revolutionären Aufstände in Dresden (Mai 1849), denen die Familie Schumann mit der Flucht nach Maxen und Kreischa zu entgehen suchten. 1847 fand das erste Zwickauer Schumannfest statt. Auch der stetig wachsenden Familie (einschließlich des frühen Todes ihres ersten Sohnes 1847) wird entsprechend Raum gegeben.
1850 wurde Robert Schumann als Musikdirektor nach Düsseldorf gerufen (Raum sechs). Die rheinische Zeit, die ihren musikalischen Ausdruck in der Symphonie Nr. 3 („Rheinische“) fand und das katholische Umfeld, das in den Kompositionen der Messe op. 147 und des Requiems berücksichtigt wurden, ist gekennzeichnet durch die zunehmenden gesundheitlichen Beeinträchtigungen Schumanns, seinen Problemen mit den Mitgliedern des Düsseldorfer Musikvereins, aber auch durch interessante neue Bekanntschaften wie die mit Johannes Brahms 1853 oder Joseph Joachim. Die letzten beiden Lebensjahre verbrachte Schumann nach seinem Sprung in den Rhein und seiner Rettung (Rettungsmedaille des Schiffers; Gemälde der Brücke) in der Heilanstalt in Endenich (bei Bonn).
Raum sieben widmet sich Clara Schumann und ihrem Wirken nach dem Tod ihres Mannes und dem entscheidenden Einfluss auf die Verbreitung des Werkes durch Lehre (Ernennungsurkunde am Hoch’schen Konservatorium in Frankfurt), der ersten Gesamtausgabe der Werke Robert Schumanns und ihrer regen Konzerttätigkeit im In- und Ausland. Einzelne Stücke aus dem Besitz der Familie Schumann (Schachbrett, Dominospiel, aber auch Ehrengaben an Clara Schumann für ihre Bühnenjubiläen u. a.) schildern den Alltag der Familie Schumann.
Im Geburtszimmer Robert Schumanns befindet sich heute das Gedenkzimmer (Raum acht) mit wertvollen Originalen aus dem Besitz Robert und Clara Schumanns, etwa der Stein-Flügel (siehe Tasteninstrumentensammlung) oder das Original-Stehpult Robert Schumanns. Erworben hatte diese Gegenstände der Schumann-Sammler Alfred Wiede, der diese schließlich dem Museum vermachte.
Seit Februar 2011 befindet sich im Foyer eine neue Multimediastation, gestaltet von der amerikanischen Künstlerin Janet Grau. Auf der Galerie befindet sich die Kinderecke.

### Ausstellungsstücke (Auswahl)

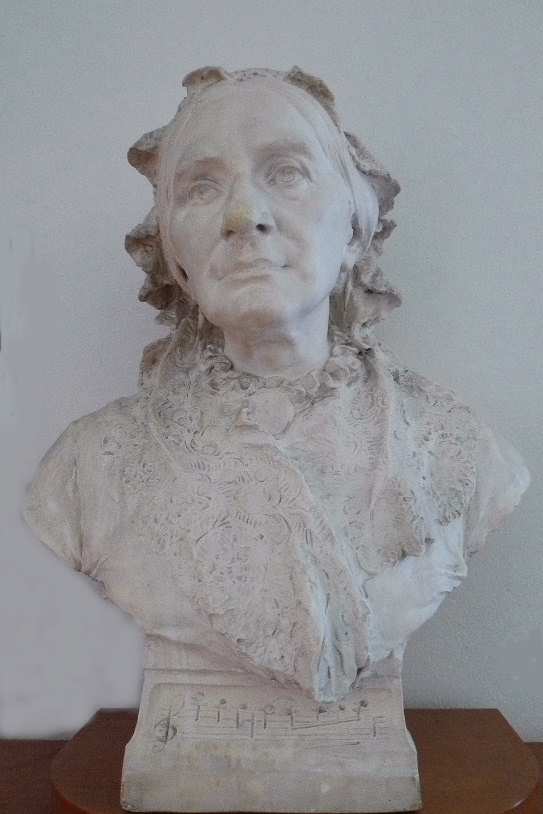
Friedrich Hausmann: Clara Schumann (1896)
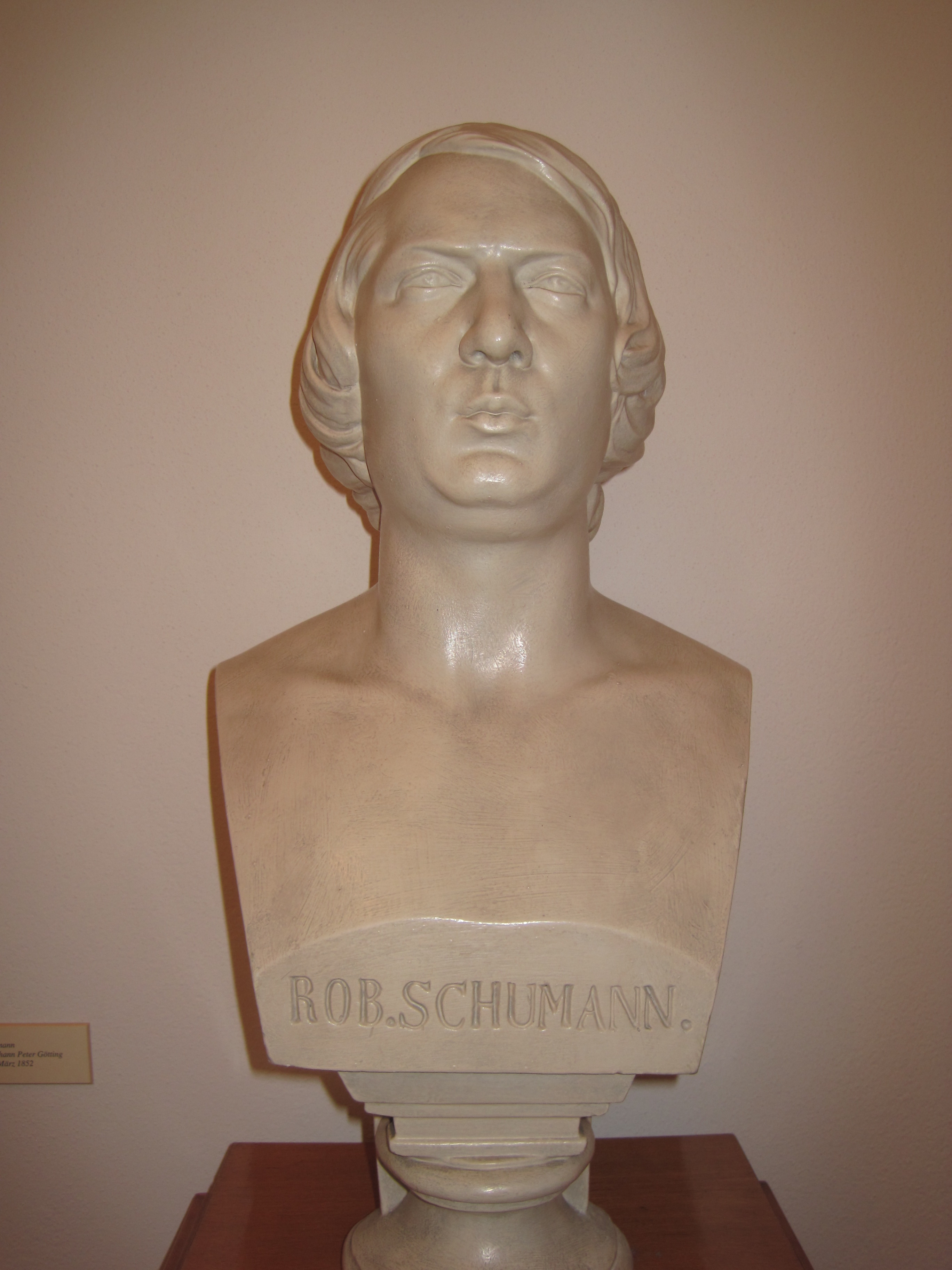
Büste Robert Schumanns von Johann Peter Götting (1852)
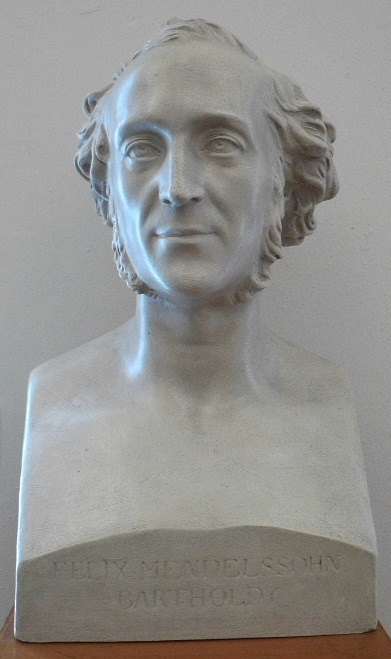
Büste von Felix Mendelssohn Bartholdy
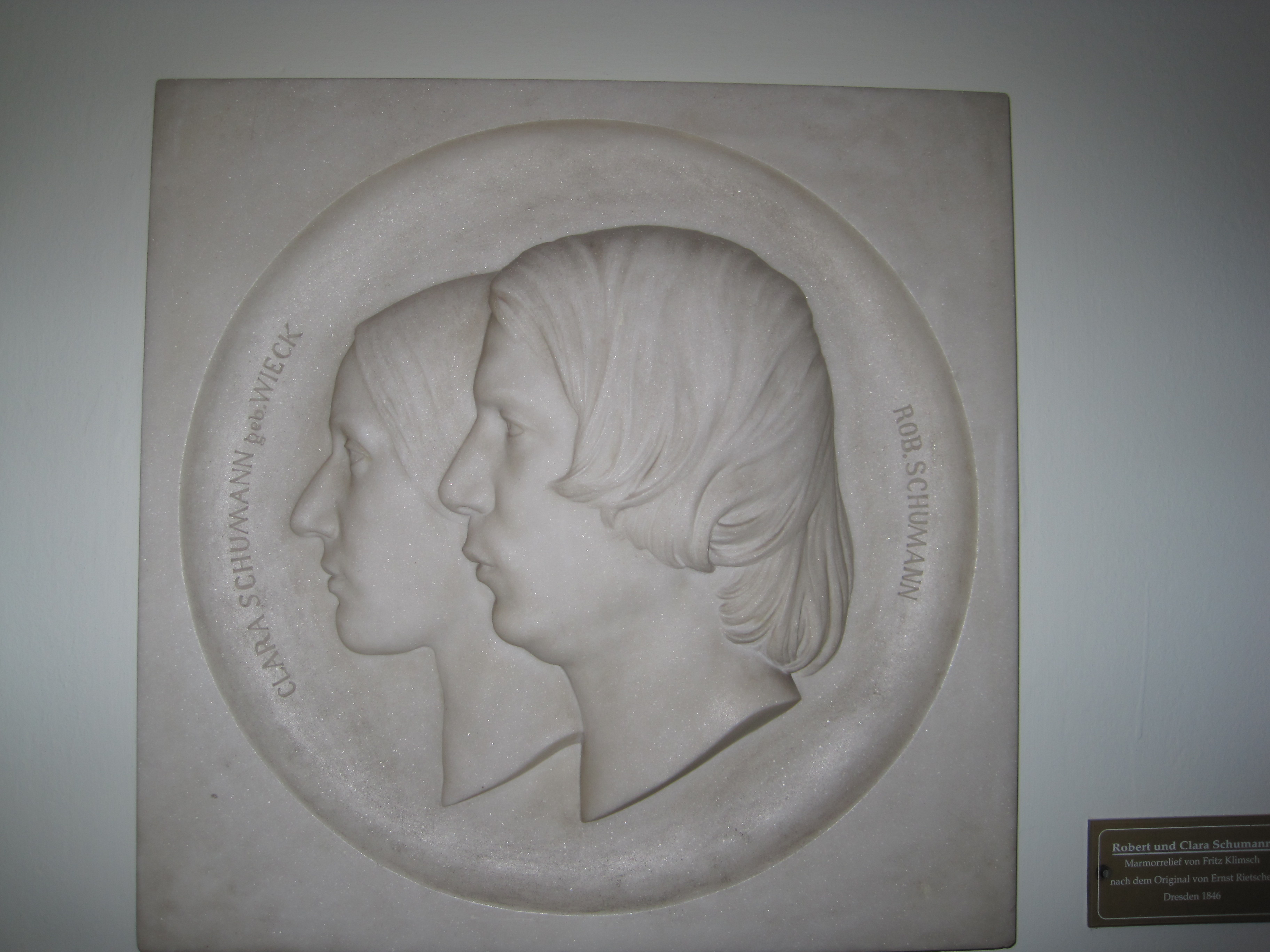
Marmorrelief Robert und Clara Schumanns von Ernst Rietschel (1846)
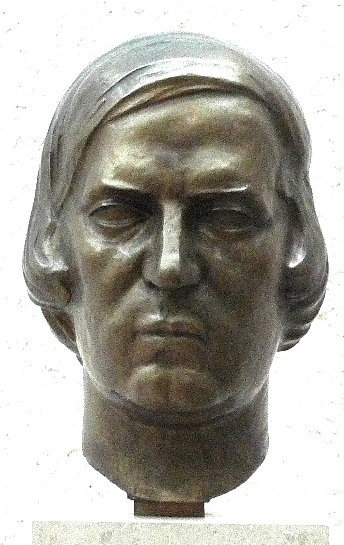
Robert Schumann von Edmund Schorisch (1935)

### Sonderausstellungen
Drei bis vier Sonderausstellungen pro Jahr zu Robert und/oder Clara Schumann in ihren Beziehungen zu Freunden, Kollegen, Verwandte und Familien werden jedes Jahr im Foyer des Robert-Schumann-Hauses gezeigt.

### Tasteninstrumentensammlung

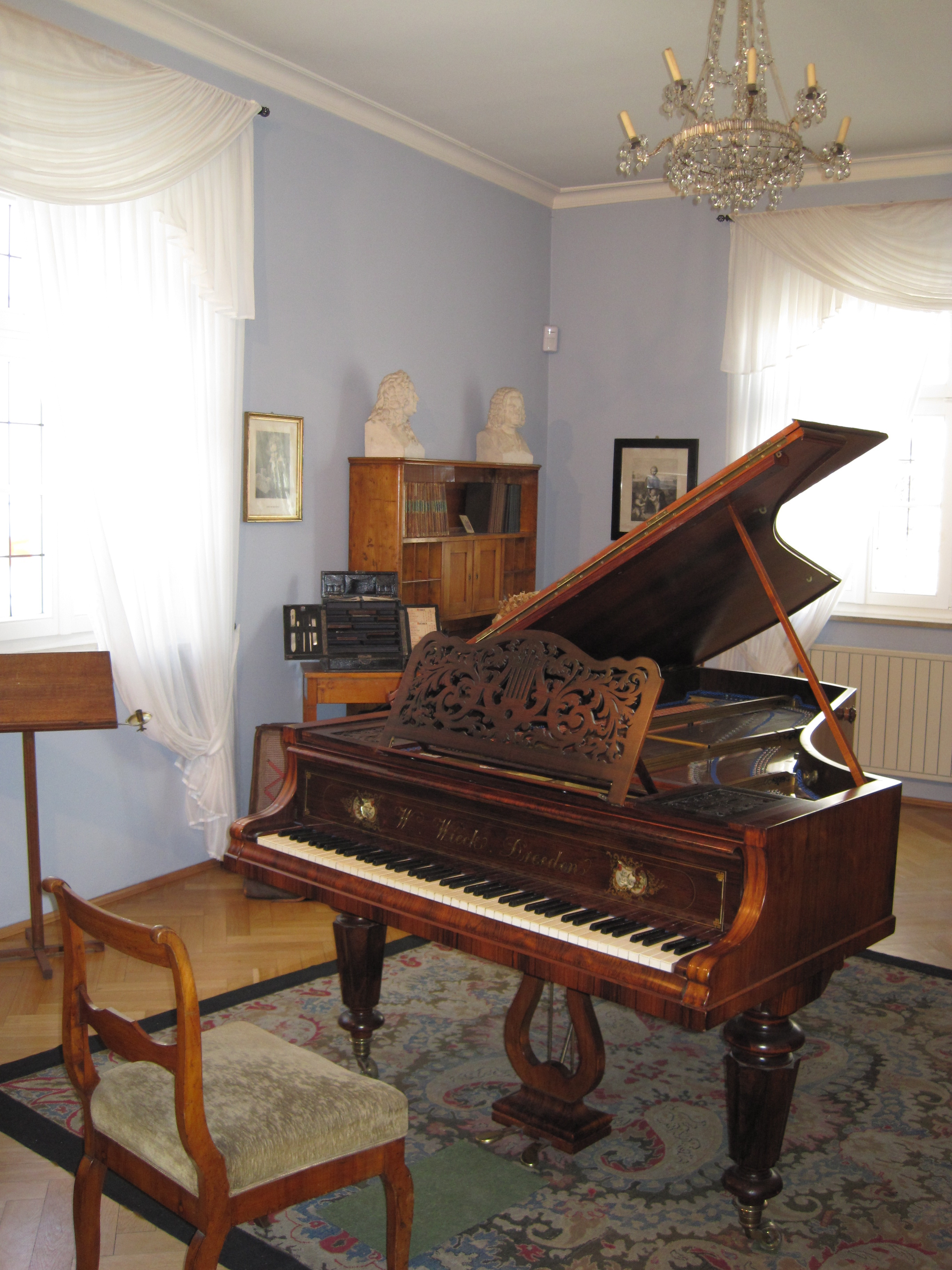
Geburtszimmer Schumanns mit Flügel aus der Manufaktur Wilhelm Wieck

Herzstück der Sammlung historischer Tasteninstrumente im Robert-Schumann-Haus ist der Hammerflügel aus dem Hause André Stein in Wien (auch: Clara-Wieck-Flügel; Raum acht), den Friedrich Wieck für seine Tochter Clara in Auftrag gab und die diesen am 4. März 1828 erhielt. Beim ersten öffentlichen Konzert der erst Neunjährigen im Leipziger Gewandhaus am 20. Oktober 1828 spielte sie auf ebendiesem Flügel. Ihr Vater verkaufte später den Flügel an die befreundete Familie Focke. Aus dem Besitz des Urenkels dieser Familie kam der Flügel als Schenkung 1911 ins Schumann-Museum Zwickau. Das Zwickauer Klavier wurde Vorlage der Abbildung des Flügels auf der Rückseite des ehemaligen 100-DM-Scheins.
Ernst Rosenkranz (1773–1828) gründete 1797 seine Pianofortefabrik, in der um 1840 das in Raum zwei stehende Tafelklavier gebaut wurde. Friedrich Wieck hatte in seiner Pianofortehandlung in Dresden häufig mit Klavieren aus dem Hause Rosenkranz gehandelt. Nachweislich spielte Clara Schumann oft auf Instrumenten dieses Hauses. Tafelklaviere sind aufgrund ihrer geringen Größe beliebte und preisgünstige Hausinstrumente gewesen.
1970 bekam das Robert-Schumann-Haus dieses Klavier geschenkt.
Mit traditioneller Wiener Mechanik versehen ist der im Raum vier befindliche Flügel (um 1870) von Ludwig Bösendorfer (1835–1919), der 1859 die Firma seines Vaters übernommen hatte. Die Verwendung großer und schwerer Hammerköpfe unterscheidet dabei den älteren Stein-Flügel mit Wiener Mechanik vom Bösendorfer-Flügel, der dadurch schwerer im Anschlag zu spielen ist.
Seit den 1970er Jahren befindet sich auch ein Flügel Wilhelm Wiecks (1828–1874) in der Zwickauer Sammlung. Wilhelm Wieck war ein Cousin Clara Schumanns.
Eine Physharmonika, ausgestellt im Gedenkzimmer, komplettiert die Sammlung: sie stammt aus dem Nachlass Friedrich Wiecks, der diese als Reiseinstrument für seine beiden „pianistischen Wunderkinder“ Clara und Marie gekauft hatte. Die Physharmonika ist der Vorläufer des Harmoniums, bei dem man mit dem linken Pedal durch permanentes Treten den Spielwind erzeugt und mit dem rechten mittels eines Windablassventils die Lautstärke reduzieren kann. Alfred Wieder aus Weißenborn kaufte das Instrument von Marie Wieck und vermachte es am 21. April 1917 dem Robert-Schumann-Museum Zwickau.
Um das Orgelspiel zu üben, mieteten sich Robert und Clara Schumann in Dresden eine Pedalklaviatur, die unter ein Klavier (oder höher positionierten Flügel) gestellt wurde. Die im Robert-Schumann-Haus befindliche Pedalklaviatur wurde wahrscheinlich im 19. Jahrhundert gebaut und fand früher Verwendung in der Paulus-Gemeinde Marienthal. Robert Schumann komponierte für diese Form des Pedalflügels die Studien in kanonischer Form op. 56, Skizzen op. 58 und die Fugen über BACH op. 60.

## Veranstaltungen

### Kammermusiksaal

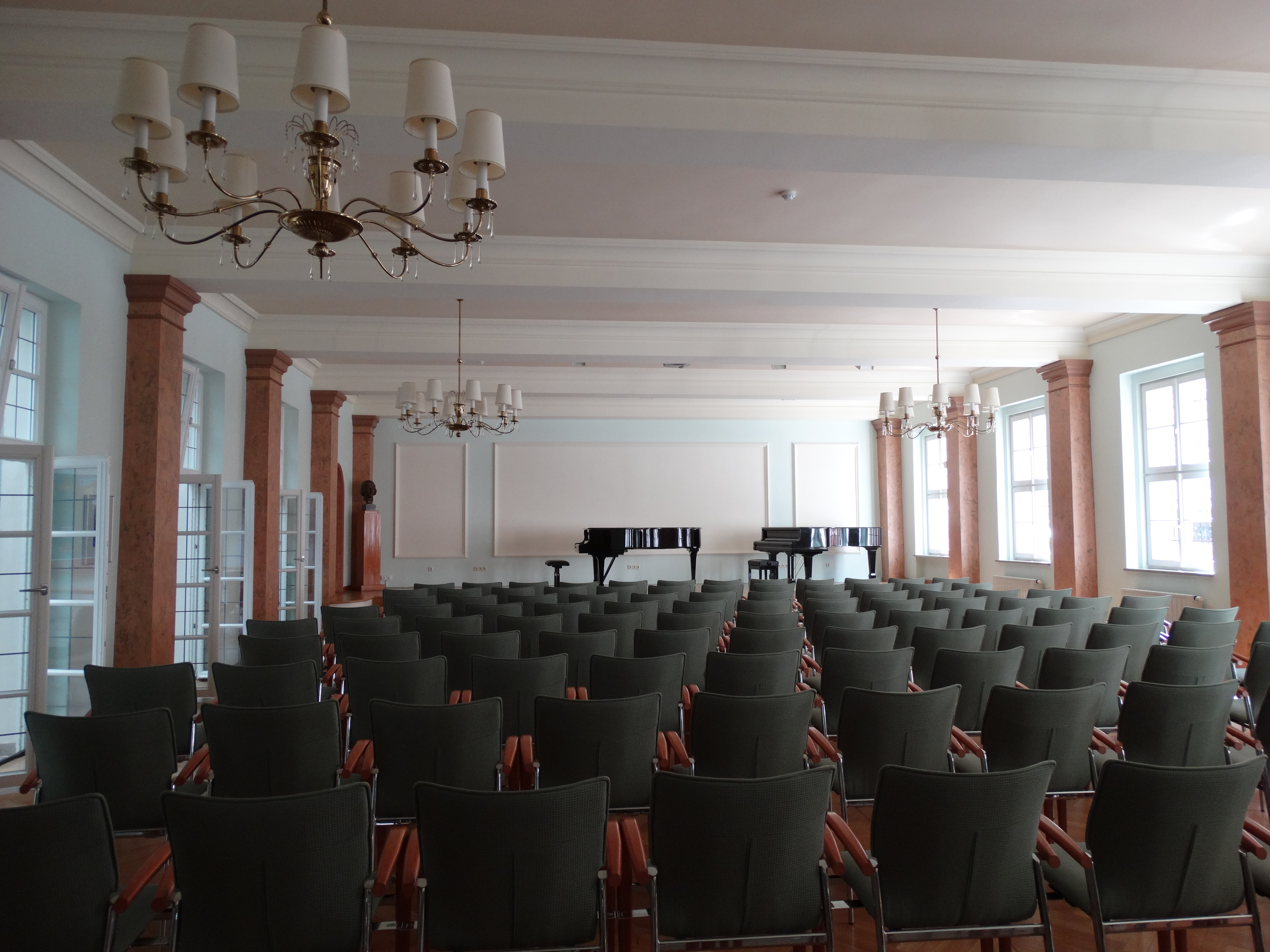
Konzertsaal des Robert-Schumann-Hauses

Im Konzertsaal, der 140 Zuhörern Platz bietet, finden Konzerte in der Abonnementreihe „Schumann Plus“ und zahlreiche weitere Kammermusikkonzerte als Eigenveranstaltung, Konzerte innerhalb des Schumann-Fests und zahlreiche Konzerte fremder Veranstalter statt, wobei das Spektrum sich von Alter Musik über Salonmusik bis zu Jazz erstreckt. Zwei moderne Flügel des Hauses Steinway & Sons (1991) und August Förster (1955) stehen dabei ebenso zur Verfügung wie die historischen Tasteninstrumente des Museums.
Der modernisierte Saal wird zudem zunehmend auch für Veranstaltungen anderer Art genutzt. Der 2001 überdachte Wintergarten grenzt an den Saal und bietet so zusätzlichen Raum etwa für Catering.

### „Schumann-Fest“
1847 ist das Jahr der Gründung der Zwickauer Musikfeste zu Ehren des großen Komponisten der Muldestadt. Hatte der frühe Tod des erstgeborenen Sohnes Emil eine Teilnahme der Familie Schumann an den Feierlichkeiten zunächst verhindert, so reisten beide Künstler, nachdem die Festivitäten verschoben worden waren, doch an. Robert Schumann als Dirigent und Clara Schumann als Solistin standen auch auf der Bühne. Das zweite Musikfest fand zum 50. Geburtstag Robert Schumanns statt.
Heutzutage finden jährlich in der Woche des Geburtstages das Schumann-Fest mit Chor- und Orchesterwerken, Lieder- und Kammermusikabenden statt.

### Schumann-Wettbewerbe
Alle vier Jahre findet in Zwickau der „Internationale Robert-Schumann-Wettbewerb“ für Klavier und Gesang statt.
Alle zwei Jahre veranstaltet das Robert-Schumann-Konservatorium in Zusammenarbeit mit der Robert-Schumann-Gesellschaft Zwickau den „Kleinen Schumann Wettbewerb“.
Ebenfalls in der Regel aller vier Jahre findet der „Internationale Robert-Schumann-Chorwettbewerb“ statt.

### Schumann-Jahr 2010
Zum 200. Geburtstag Robert Schumanns feierte die Stadt Zwickau ihren großen Sohn mit weit über 200 Veranstaltungen, zahlreichen Ausstellungen und Aktionen.

## Archiv
Die weltweit größte Sammlung an Dokumenten und Autographen Robert und Clara Schumanns, abgerundet durch Schriften und Originalkompositionen von Zeitgenossen, befindet sich im Archiv des Robert-Schumann-Hauses und macht dieses zu einer der bedeutendsten Forschungsstätten zu Robert und Clara Schumann und ihrer Zeit für Forscher aus aller Welt. Autographe Partituren, Titelblätter, Widmungen, Briefe und Skizzen, von denen zu den wertvollsten die Skizzen zu Genoveva op. 81, Dichterliebe op. 48 und das Arbeitsmanuskript zum vielleicht bekanntesten Klavierwerk Schumanns, dem Album für die Jugend op. 68 sowie Robert und Clara Schumanns (Ehe-)Tagebücher gehören, werden von nicht minder wertvollen Erstausgaben aller Werke Schumanns, den sogenannten Handexemplaren, ergänzt. Eine umfangreiche Sammlung an Cartes de Visite, (Öl-)Gemälden und Bildern dokumentieren den großen Freundes- und Bekanntenkreis der Familie Schumann und illustrieren zugleich das Leben im 19. Jahrhundert.

## Forschungszentrum

### Briefausgabe
Mit der Gesamtausgabe aller Briefe Robert und Clara Schumanns und ihrer Korrespondenzpartner in mehr als 40 Bänden wurde, nach einer ersten Projektphase 1998ff., 2005 begonnen. Über die ganze Welt verstreut befinden sich schätzungsweise 20.000 Briefe aus der Feder Robert und Clara Schumanns, teilweise in öffentlichen Bibliotheken, teilweise im Privatbesitz. Insgesamt ca. 300 Briefe Robert und mehr als 2000 Briefe Clara Schumanns liegen im Archiv des Robert-Schumann-Hauses, hinzu kommen Briefe der Familien Wieck, Schumann und Bargiel. Nahezu der gesamte Bestand von ca. 5500 Briefen an Robert Schumann hat sich, da vom Komponisten in insgesamt 28 großen Bänden zu je 100 oder 200 Briefen gebunden (die sogenannten Correspondenzen), erhalten. Sie befinden sich heute in der Jagiellonischen Bibliothek in Krakau.

### Gesamtausgabe
Auf Initiative der Robert-Schumann-Gesellschaft Düsseldorf (gegründet 1979) wurde 1985 von der Union der deutschen Akademien der Wissenschaften in Mainz eine Neue Robert-Schumann-Gesamtausgabe in das Förderprogramm aufgenommen. Im April 1986 wurde die Robert-Schumann-Forschungsstelle Düsseldorf eröffnet. Wissenschaftliche Editionstechniken erfordern eine genaue Quellenforschung, daher wurde die Zusammenarbeit mit den Zwickauer Musikwissenschaftlern gesucht, war aber aufgrund der bestehenden politischen Situation oftmals schwierig. Dies änderte sich mit der politischen Wende und der einsetzenden Internationalisierung des Hauses: die umfangreichen Sammlungen im Robert-Schumann-Haus und ihre Bedeutung für das Projekt bewog die Mainzer Akademie 1992, eine weitere Forschungsstelle in Zwickau zu installieren.

### Publikationen des Hauses
Eigenständige Publikationen des Hauses sind die Schumann-Studien, die seit 1976 in regelmäßigen Abständen erscheinen und Berichte von Kongressen und Tagungen sowie eigenständige Arbeiten zu Robert Schumann und sein Umfeld beinhalten.

## Robert-Schumann-Haus im Film
- Polizeiruf 110: Konzert für einen Außenseiter Diebstahl des originalen Klavierkonzertes aus dem Museum